# Marxzell
Marxzell település Németországban, azon belül Baden-Württembergben. Lakosainak száma 4995 fő (2023. december 31.).

## Népesség
A település népessége az elmúlt években az alábbi módon változott:
| Lakosok száma | 4402 | 5088 | 5085 | 4979 | 4949 | 4997 | 4995 |
|               | 1975 | 2015 | 2017 | 2019 | 2021 | 2022 | 2023 |